# Straaldeukschildpad
De straaldeukschildpad (Acanthochelys radiolata) is een schildpad uit de familie slangenhalsschildpadden (Chelidae).

## Naam en indeling
De wetenschappelijke naam van de soort werd voor het eerst voorgesteld door Johann Christian Mikan in 1820. Oorspronkelijk werd de wetenschappelijke naam Emys radiolata gebruikt en later werd de schildpad aan het geslacht Platemys toegekend.
De soortaanduiding radiolata betekent vrij vertaald 'straalsgewijs' en slaat op de straalsgewijze strepen op het rugschild. Ook de Nederlandstalige naam is hiervan afgeleid.

## Uiterlijke kenmerken
De schildpad bereikt een maximale schildlengte van ongeveer 20 centimeter. Het schild heeft een elliptische vorm en is sterk afgeplat in vergelijking met verwante soorten. De naam is te danken aan de tekening op de rugschilden die bestaat uit straalsgewijze strepen. De marginaalschilden zijn zeer breed, de voorste marginaalschilden zijn voorzien van puntige uitsteeksels. De schildkleur is bruin tot grijs of zwart, de ledematen en kop zijn meer grijs van kleur. De kopschubben zijn relatief klein en hebben een onregelmatige vorm. Aan de onderzijde van de kop zijn twee baarddraden aanwezig die een gele kleur hebben.
De poten zijn voorzien van grote schubben en kleine puntige uitsteekseltjes aan de dijen. De juvenielen hebben een bruin schild met gele vlekken aan de marginaalschilden.

## Verspreiding en habitat
De straaldeukschildpad komt voor in delen van Zuid-Amerika en is endemisch in Brazilië. De soort komt hier voor in de staten Bahia, Minas Gerais, Mato Grosso, São Paulo en Espírito Santo. De schildpad leeft in langzaam stromende wateren zoals rivieren. De voorkeur gaat uit naar wateren met veel begroeiing en een modderbodem waar het dier zich in kan begraven. De soort is aangetroffen op een hoogte van ongeveer 850 meter boven zeeniveau.

## Levenswijze
De schildpad is waarschijnlijk een carnivoor die van vele verschillende waterdieren leeft. Over de voortplanting is weinig bekend, de juvenielen hebben een schildlengte van ongeveer vier centimeter.

## Beschermingsstatus
Door de internationale natuurbeschermingsorganisatie IUCN is de beschermingsstatus 'gevoelig' toegewezen (Near Threatened of NT).